# 库马尔加特
库马尔加特（Kumarghat），是印度特里普拉邦North Tripura县的一个城镇。总人口11591（2001年）。

## 人口
该地2001年总人口11591人，其中男性6069人，女性5522人；0—6岁人口1410人，其中男703人，女707人；识字率79.43%，其中男性为83.00%，女性为75.52%。